# Asteroid Chicxulub

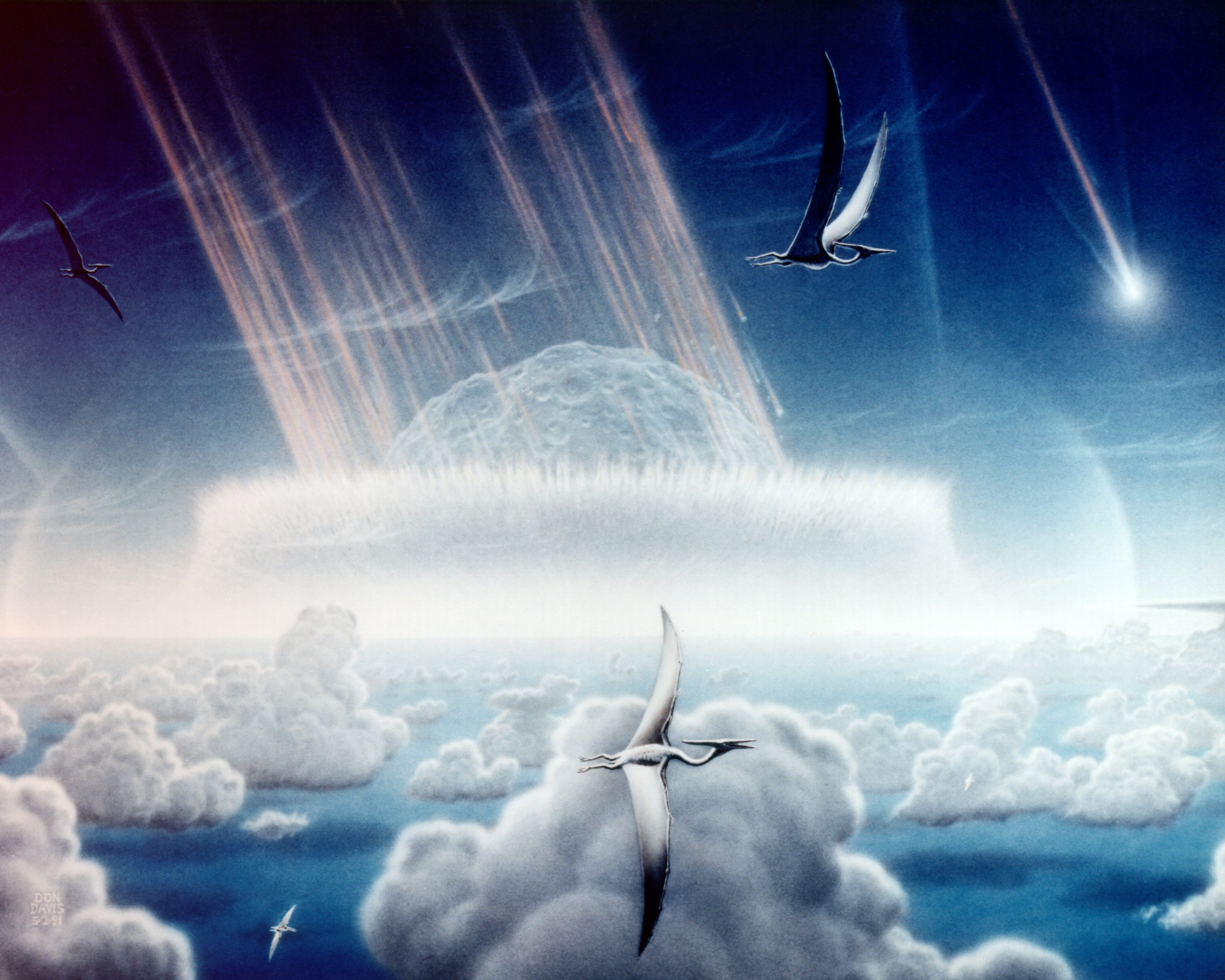
Umělecká představa o dopadu asteroidu Chicxulub před 66 miliony let

Asteroid Chicxulub je hypotetické těleso o velikosti asi 10 až 15 kilometrů, které dopadlo před 66 miliony let do oblasti současného Mexického zálivu (výběžek poloostrova Yucatán) a zřejmě bylo jednou z hlavních příčin hromadného vymírání druhů na konci křídy. Při něm vyhynulo na konci křídové periody druhohorní éry asi 75 % druhů tehdejších organismů, zejména pak neptačí dinosauři, ptakoještěři, velcí mořští plazi (mosasauři a plesiosauři), téměř zcela pak i bezobratlí amoniti a mnoho dalších skupin. Sám asteroid se při dopadu zřejmě vypařil, dnes z něj tedy nic nezbývá a o jeho existenci svědčí pouze nepřímé důkazy – zejména obří dopadový kráter (Chicxulubský kráter) v Mexickém zálivu a stopy obohacení iridiem i jinými kovovými prvky ve vrstvách na rozhraní křídy a paleogénu. Dopad této planetky byl patrně hlavní příčinou hromadného vymírání na konci křídy před 66 miliony let.

## Specifika a účinky dopadu planetky
Podrobné informace o průběhu dopadu asteroidu Chicxulub a tom, co se dělo na zemi bezprostředně poté, naleznete v článku Časová osa dopadu Chicxulubského asteroidu.

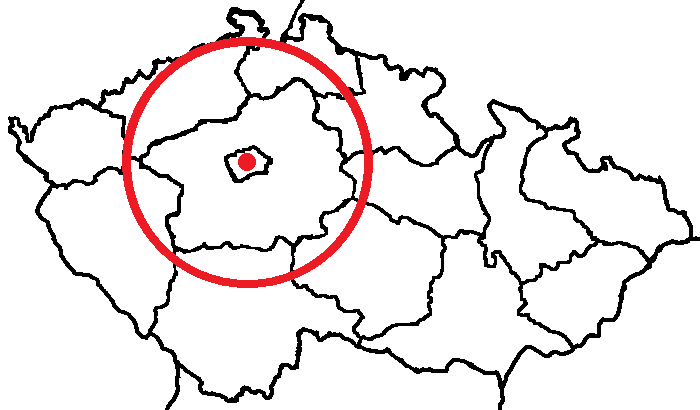
Velikostní porovnání kráteru a planetky s Českou republikou.

Planetka Chicxulub měřila v průměru asi 6–18 kilometrů, nejpravděpodobněji pak 10–15 km. Její hmotnost mohla při průměrné hustotě kolem 3000 kg na metr krychlový činit asi 7,8 bilionu metrických tun (což odpovídá přibližně 30 milionům supertankerů) a objem zhruba 2600 km³ (asi 30 000 Gibraltarských skal nebo polovina nejvyšší hory současného světa Mt. Everestu). Po dopadu bylo vyvrženo nejméně 130 000 km³ materiálu, což představuje asi šestinásobek objemu vody v Bajkalském jezeře nebo 0,01 % vod všech světových oceánů. Vzniklý kráter dosahoval průměru přes 150 kilometrů, podle některých odhadů dokonce až přes 200 km a je tak jednou z největších dosud identifikovaných struktur tohoto druhu na planetě Zemi.
Podle odborné práce, publikované v květnu roku 2020, dopadla planetka Chicxulub pod strmým úhlem 45 až 60 stupňů od severovýchodu. Díky tomu měl impakt ještě mnohem větší razanci, což mohlo být pro následné efekty spojené s hromadným vymíráním podstatným faktorem. Impaktní zima, která následovala po dopadu, mohla trvat i déle než sto let (ačkoliv nejhorší důsledky trvaly několik let až zhruba 30 let).
V kráteru se na dlouhou dobu vytvořily podmínky pro existenci mikrobiálního života, závislého na hydrotermálním prostředí. V dutině kráteru se vyskytovaly hypertermální podmínky s teplotou v rozmezí 300 až 400 °C, což mohlo představovat velmi dobré podmínky pro rozvoj termofilních mikroorganismů. Porézní podpovrchový systém dutin a chodeb v kráteru byl zřejmě osídlen trvalou mikroflórou mikroskopických organismů, které zde přežívaly ve specifickém prostředí po relativně dlouhou dobu. Podle jiných odhadů se přísně hydrotermální podmínky udržely na dně kráteru více než 100 tisíc let.
V kráteru se krátce po dopadu vytvořily podmínky velkého hydrotermálního jezera s teplotou vody kolem 70 °C, kde se brzy začalo dařit "katastrofové biotě" – mikroskopickým extrémofilům. Tyto podmínky mořná přetrvaly po dobu 1,5 až 2,5 milionu let po dopadu.
Podle odborné studie z roku 2004 nastalo v prvních několika hodinách po dopadu k hromadnému "zabíjení" všech nechráněných suchozemských tvorů, kteří se nemohli schovat pod zem (do nor, doupat, skalisek, puklin apod.) nebo do vody. Důvodem bylo globální tepelné infračervené záření, vytvářené zahřátím vyvržených částeček z místa dopadu (impaktních sférulí), jenž se v ohromných počtech vracely po balistické křivce do nižších vrstev atmosféry. Teplota při povrchu se pak mohla na dobu desítek minut až několika hodin zvýšit asi na 100 až 260 °C, mohlo se tedy jednat o nejvýznamnější faktor pro hromadné vymírání na konci křídy. Vymírání postihlo také rostlinná společenstva na většině povrchu naší planety.
Na základě fyzikálních vzorečků a klimatických modelů lze spočítat, jaké následky měl dopad na tehdejším území současné České republiky. Vzdálenost tehdejšího území současné ČR činila od epicentra dopadu asi 6000 km (dnes 9300 km), takže tlaková vlna, zvuk a zemětřesná vlna dolehly v menší intenzitě i sem.
Nové poznatky z laboratorních experimentů ukazují, že rázová vlna iniciovaná dopadem dosahovala počáteční rychlosti asi 4,5 km/s a expandující oblak vypařené hmoty kolem 2,3 km/s.
Podle počítačových modelů vývoje přírodních společenstev v nejlépe prozkoumaném souvrství Hell Creek (s asi 300 známými druhy) trvalo jen několik měsíců, než tma vyvolaná vyvržením oblak prachu do atmosféry a s ní související zastavení fotosyntézy způsobily vyhynutí kolem 73 % tehdejších obratlovců.
Podle dalších výzkumů se po impaktu na dobu v řádu sekund až minut teplota atmosféry zvýšila na víc než 100 °C, a to do vzdálenosti přes 1800 km na všechny strany směrem od epicentra dopadu. Vegetace mohla být zapálena v řádu pouhých minut do vzdálenosti nejméně 2500 km od epicentra dopadu.
Dopad také vyvolal mohutnou tsunami, která se šířila po celém světě a měla 30000krát větší energii než tsunami z roku 2004, která způsobila katastrofu v Indonésii.
Rostliny (zejména pyrofytní druhy kapradin) začaly růst a obnovovat vegetační pokryv po několika letech následujících po dopadu (zřejmě po 2 až 4 letech), jak ukazuje výzkum z lokality Tanis v Severní Dakotě a na Novém Zélandu.

## Dějiny výzkumu
Dlouho se předpokládalo, že dinosauři vyhynuli z jiných příčin, teprve v roce 1956 se objevila první myšlenka o možném dopadu asteroidu v článku M. W. De Laubenfelse. Hmatatelné důkazy však přinesli až otec a syn Luis a Walter Alvarezovi v roce 1980. Ti objevili vrstvičku sedimentu z tohoto období, vykazující velké obohacení vzácným kovovým prvkem iridiem. V té době již byl znám i kráter po dopadu, dnes pohřbený pod asi 600 metry silnou vrstvou kenozoických usazenin. Kráter Chicxulub byl však oficiálně představen až po roce 1990 kanadským badatelem Alanem Hildebrandem a jeho kolegy. Kráter Chicxulub o průměru kolem 180 km je dnes druhým nebo třetím největším rozeznaným astroblémem (impaktní strukturou) na Zemi a představuje nejpádnější důkaz o dopadu obřího vesmírného tělesa před asi 66,02 až 66,07 milionu let. Kráter by mohl být ve skutečnosti ještě podstatně větší, možná měl v průměru až kolem 300 kilometrů. Kráter je od doby svého objevu intenzivně zkoumán za pomoci moderních výzkumných metod a odhalil již tajemství svého vzniku, fyzikálních efektů při dopadu a například také složení podložních (terčových) hornin v místě dopadu.
Ne všichni vědci jsou ale přesvědčeni, že impakt skutečně způsobil velké vymírání. Na vině mohou být také další změny prostředí a extrémně silná činnost indických sopek, které vytvořily tzv. Dekkánské trapy.
Odborná práce z roku 2021 doložila, že iridium a prach z asteroidu samotného byl objeven také v sedimentech samotného kráteru Chicxulub, což dokládá přímou spojitost s impaktem a celosvětovým spadem vyvrženého materiálu.
Chemický rozbor mořských sedimentů z hranice K-Pg v Německu potvrdil, že v této době došlo ke globální události (pád planetky) i ke zvýšené aktivitě vulkanismu na území dnešní Indie.

## Původ impaktoru
Původcem tohoto tělesa mohla být rodina asteroidů zvaných Flora. Původně byl za původce tělesa označen objekt 298 Baptistina, ten je ale dle údajů z infračerveného teleskopu WISE nejspíš příliš mladým objektem, vzešlým ze srážky o stáří kolem 80 milionů let, což je pro K-T impakt (jen zhruba o 15 milionů let později) nedostatečné. Dnes se proto zájem astronomů zaměřil na starší těleso P/2010 A2 z již zmíněné rodiny planetek Flora, které vzniklo srážkou před více než 100 miliony let. Spekuluje se také o možnosti, že asteroidů bylo více, šlo tedy možná o celý roj. Existují předpoklady, že před 66 miliony let se se Zemí střetlo více planetek, možná částí původně jediného obřího tělesa (viz například kráter Boltyš).
Odborná práce, publikovaná v únoru roku 2021, však vrací možnost, že kosmické těleso, které před 66 miliony let vytvořilo kráter Chicxulub, mohlo být ve skutečnosti opravdu kometární jádro a nikoliv planetka. S tím ale nesouhlasí další vědecké týmy.
Některé výzkumy naznačují, že původcem kráteru byl temný, "primitivní" asteroid, jehož původ bychom mohli dohledat ve střední nebo vnější části hlavního pásu planetek ve vzdálenosti větší než 2,5 astronomické jednotky. To potvrzuje i další studie, publikovaná v srpnu roku 2024, podle které se jednalo o uhlíkatý chondrit původem ze vzdálenější části hlavního pásu planetek (který se navíc zformoval možná až za oběžnou dráhou planety Jupiter).

## Zajímavosti
V roce 1991 publikoval americký geolog a paleontolog Jack A. Wolfe odbornou studii, zaměřenou na výzkum fosilních rostlin v lokalitě Teapot Dome na území Wyomingu. Dle jeho závěru přiletěla planetka z konce křídy v období roku, které odpovídá dnešnímu počátku června. Tento výzkum ale není většinou paleontologů uznáván. Nové objevy a výzkum z lokality "Tanis" v Severní Dakotě však tuto verzi podporují. Planetka Chicxulub se se Zemí skutečně srazila v průběhu severního jara až léta, pravděpodobně mezi dubnem a červnem.
Nová studie z konce roku 2021 potvrzuje, že k dopadu asteroidu došlo pravděpodobně na přelomu astronomického jara a léta (na severní polokouli, konkrétně v období dubna až června). Nasvědčují tomu rozbory aktivity hmyzu a ryb na lokalitě Tanis v Severní Dakotě. Tyto závěry potvrzuje i další vědecká studie, publikovaná v roce 2022.
V roce 2012 byla objevena a o několik let později oficiálně představena již zmíněná paleontologická lokalita Tanis v Severní Dakotě, nabízející pohled na události, odehrávající se krátce (v řádu minut až hodin) po 3000 kilometrů vzdálené srážce s planetkou Chicxulub.